# 1459년

## 연호
- 명(明) 천순(天順) 3년
- 일본(日本) 조로쿠(長禄) 3년
- 후 레 왕조(後黎朝) 지엔닌(延寧) 6년 / 티엔흥(天興) 원년

## 기년
- 명(明) 영종 천순제(英宗 天順帝) 복위 3년
- 조선(朝鮮) 세조(世祖) 5년
- 후 레 왕조(後黎朝) 인종(仁宗) 17년 / 여덕후(厲德侯) 원년

## 사건
- 9월 23일: 영국 장미전쟁 - 리처드 네빌이 지도한 요크 군이 스탭포드셔의 블로어 히스의 전투에서 랭커스터 부대를 격파하다.
- 《월인천강지곡》과 《석보상절》의 합본격인 《월인석보》가 완성되었다.

## 탄생
- 3월 2일 - 독일의 교황 교황 하드리아노 6세. (~1523년)
- 3월 30일 - 신성 로마의 황제 막시밀리안 1세. (~1519년)

## 사망
- 폴란드의 국왕 에리크. (1382년~)